# Armenia na Letniej Uniwersjadzie 2007
Armenię na Letniej Uniwersjadzie w Bangkoku reprezentowało  zawodników. Ormianie zdobyli 3 medale (3 brązowe).

## Medale

### Brąz
- Armen Nazaryan - judo, kategoria poniżej 66 kg
- Anush Hakobyan - judo, kategoria poniżej 52 kg
- Arman Yeremyan - taekwondo, kategoria poniżej 78 kg